# IC 2137
IC 2137 — галактика типу Sab (компактна витягнута галактика) у сузір'ї Заєць.
Цей об'єкт міститься в оригінальній редакції індексного каталогу.